# سیارک ۲۵۹۲۰
سیارک ۲۵۹۲۰ (به انگلیسی: 25920 Templeanne، نامگذاری:2001DT18)۲۵۹۲۰مین سیارک کشف شده‌است که در ۱۶ فوریه ۲۰۰۱ کشف شد.